# Eduard von Böhm-Ermolli

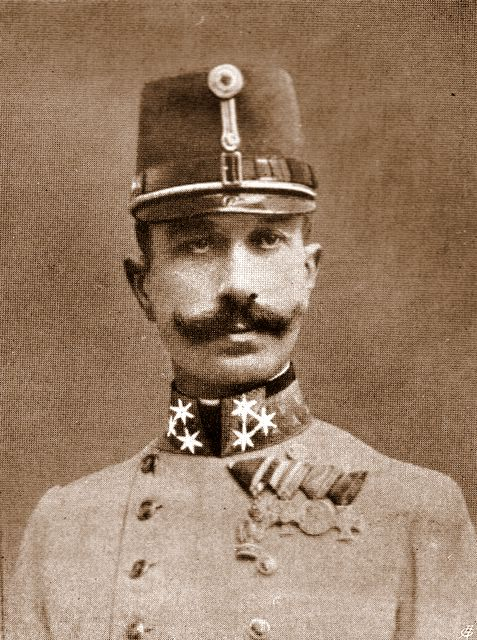
Marechal-de-Campo Eduard von Böhm-Ermolli

Eduard Freiherr von Böhm-Ermolli (Ancona, 12 de fevereiro de 1856 – Troppau, 9 de dezembro de 1941) foi um marechal do Exército Austro-Húngaro e comandante do 2ª Exército Austríaco durante a Primeira Guerra Mundial.
Recebeu o título honorífico de "Generalfeldmarschall" (marechal-de-campo) do exército alemão - em 1938 - quando os sudetos foram anexados pelo Terceiro Reich.

## Honrarias
- Pour le Mérite
- Ordem militar de Maria Teresa